# Richard T. Jones
Richard Timothy Jones (Kobe, 16 januari 1972) is een Amerikaans acteur. Hij maakte in 1993 zijn filmdebuut in What's Love Got to Do with It, als de zoon van Ike en Tina Turner (Ike Turner Jr.). Sindsdien speelde hij in meer dan 25 films.
Behalve in films speelde Jones wederkerende rollen in verschillende televisieseries. De meest omvangrijke daarvan was die in Judging Amy, waarin hij van september 1999 tot en met mei 2005 in 138 afleveringen verscheen als Bruce Van Exel.
Jones trouwde in 1996 met Nancy Jones. Hij heeft twee dochters, genaamd Aubrey en Sydney, en een zoon genaamd Elijah. Hijzelf is een zoon van voormalig professioneel honkballer Clarence Jones, die na zijn actieve carrière slagcoach werd bij de Cleveland Indians.

## Filmografie
*Exclusief 5+ televisiefilms
| - Oranges (2009) - Vantage Point (2008) - 15 Minutes of Fame (2008) - Why Did I Get Married? (2007) - Cutting Room (2006) - The Package (2006) - Guess Who (2005) - Traci Townsend (2005) - Collateral (2004) - Breach (2004) - Soul Plane (2004) - Twisted (2004) - Finding Neo (2004) - Full-Court Miracle (2003, televisiefilm) - Phone Booth (2002) - Moonlight Mile (2002) | - G (2002) - Book of Love (2002) - Lockdown (2000) - Auggie Rose (2000) - The Wood (1999) - Dirty Down Under... Up Here (1999) - Goodbye Lover (1998) - Kiss the Girls (1997) - Event Horizon (1997) - Johns (1996) - The Trigger Effect (1996) - Black Rose of Harlem (1996) - Jury Duty (1995) - Renaissance Man (1994) - What's Love Got to Do with It (1993) |

## Televisieseries
*Exclusief eenmalige gastrollen
- Terminator: The Sarah Connor Chronicles - James Ellison (2008-2009, 31 afleveringen)
- Girlfriends - Aaron (2007, zes afleveringen)
- Sex, Love & Secrets - Barnaby (2005, twee afleveringen)
- Judging Amy - Bruce Van Exel (1999-2005, 138 afleveringen)
- Ally McBeal - Matt Griffin (1998, twee afleveringen)
- Brooklyn South - Off. Clement Johnson (1997-1998, twintig afleveringen)
- Sweet Justice - Tyrin (1995, twee afleveringen)
- The Rookie - Wade Grey (2018-heden)

- Bibliothèque nationale de France: cb14191212j (data)
- International Standard Name Identifier: 0000 0000 7840 9309
- Library of Congress Control Number: no00070221
- Nederlandse Thesaurus van Auteursnamen: 250138077
- Virtual International Authority File: 66676006
- WorldCat: E39PBJtX7WRFvk9rykX9HR3CwC